# Pseudosquillisma guttata
Pseudosquillisma guttata är en kräftdjursart som först beskrevs av Manning 1972.  Pseudosquillisma guttata ingår i släktet Pseudosquillisma och familjen Pseudosquillidae. Inga underarter finns listade i Catalogue of Life.